# Ластівка червоновола
Ластівка червоновола (Hirundo lucida) — вид горобцеподібних птахів родини ластівкових (Hirundinidae). Немігруючий вид із Західної Африки, мешкає в басейні річки Конго та Ефіопії. Має довгий, вилоподібний, глибоко вирізаний хвіст і вигнуті загострені крила. Вид, виділений з виду ластівки сільської (Hirundo rustica), яку він дуже нагадує. За величиною птах трохи менший за свого мігруючого побратима, пляма на грудях більш вузька, у польоті забарвлення її здається блідішим. Молоді ластівки співочої ластівки дуже схожі на молодь сільської ластівки, і в польових умовах їх важно розрізнити.